# Nikolaus Fischer (Orgelbauer)
Johann Nicolaus Fischer, auch Nikolaus Fischer (* 22. Januar 1814 in Schwarzburg; † 15. September 1866 in Demmin), war ein deutscher Orgelbauer in Demmin.

## Leben und Werk
Johann Nicolaus Fischer war der Sohn des Schwarzburger Amtsboten Heinrich Carl Fischer und seiner Frau Elisabeth Sommer. Er war wahrscheinlich ein Schüler von Johann Friedrich Schulze.
Erstmalig wurde Fischer am 19. Juli 1853 als Orgelbauer in Demmin genannt, als er seine Naturalisation beantragte. Es ist angegeben, dass er aus Schwarzburg-Rudolstadt stammte und sich zum Zeitpunkt kein Orgelbauer in der Stadt Demmin und der Umgegend befand. Die Naturalisation erfolgte am 14. Oktober 1853, das Bürgerrecht erlangte er am 28. November 1853. Fischer heiratete am 22. November 1854 in Demmin Frau Dorothea Sophie Christiane Grawe, Tochter des Schuhmachermeisters Johann Friedrich Grawe aus Loitz. Das Aufgebot wurde in Greifswald beigebracht. Ebenfalls im Jahr 1854 erwarb er in Demmin das Haus Nr. 27 im Holstenbezirk.
Von Johann Nicolaus Fischer sind etwa zwölf Orgelneubauten in Vorpommern bekannt, von denen einige erhalten sind. In einigen Kirchendarstellungen wird der Name (irrtümlich ?) mit F. W. Fischer oder Anton Fischer angegeben. Nicht mehr vorhandene Instrumente sind kursiv gesetzt.
| Jahr      | Ort           | Gebäude               | Bild | Manuale | Register | Bemerkungen |
| --------- | ------------- | --------------------- | ---- | ------- | -------- | --- |
| um 1850   | Siedenbrünzow | Dorfkirche            |      | I/P     | 9        | Urheberschaft unsicher, 1861 Arbeiten von Grüneberg, 2005 restauriert von Schmidt. Orgel wohl erst um 1861 erbaut? |
| 1852      | Rakow         | Dorfkirche            |      | I/P     | 8        | 1996 Restaurierung durch Orgelbau Wolter                                                                           |
| 1852/1860 | Alt Tellin    | Dorfkirche            |      | I/P     | 6        | 2002 instand gesetzt und 2023 umfassend restauriert                                                                |
| 1854      | Hohenmocker   | Dorfkirche            |      | I/P     | 8        | 1999 Generalüberholung, 2019 Reparaturen geplant                                                                   |
| 1855      | Poseritz      | Dorfkirche St. Marien |      | I/P     | 8        | erhalten |
| 1855      | Schmarsow     | Dorfkirche            |      | I/P     | 5        | 1870 Arbeiten von Grüneberg, erhalten                                                                              |
| 1858      | Behrenhoff    | Dorfkirche            |      | II/P    | 11       | Die Orgel wurde am 16. November 1858 eingeweiht.                                                                   |
| 1858      | Krien         | Dorfkirche            |      | I/P     | 9        | erhalten |
| 1860      | Gustow        | Dorfkirche            |      | I/P     | 8        | erhalten |
| um 1860   | Bentzin       | Dorfkirche            |      | I       | 5        | erhalten |
| um 1860   | Daberkow      | Dorfkirche            |      | I/P     | 8        | erhalten, nicht spielbar (2019)                                                                                    |
| 1862      | Gülzowshof    | Dorfkirche            |      | I/P     | 8        | erhalten |
| ?         | Völschow      | Dorfkirche            |      | ?       | ?        | 1934 Neubau durch Felix Grüneberg (Opus 782) mit II/P/9, Gehäuse von Fischer erhalten.                             |